# مقسم راصع (شبام كوكبان)

تعديل مصدري - تعديل

مقسم راصع هي إحدى قرى عزلة الأهجر بمديرية شبام كوكبان التابعة لمحافظة المحويت، بلغ تعداد سكانها 417 نسمة حسب تعداد اليمن لعام 2004.